# DDR-Eishockeymeisterschaft 1974/75
In der DDR-Eishockey-Meisterschaft 1974/75 wurden in der Oberliga sechs anstatt bisher acht Partien zwischen beiden Dynamo-Klubs aus Weißwasser und Berlin angesetzt. Nachdem die Hauptstädter im gesamten Turnierverlauf die Führung innehatten, gelang Weißwasser mit einem überzeugenden Heimsieg am Schlusstag doch noch die Titelverteidigung.
Aufgrund des teilweise großen Leistungsgefälles zwischen den Nachfolge-Teams der ehemaligen Oberligisten aus Berlin, Crimmitschau, Erfurt und Rostock und den übrigen BSG-Mannschaften wurde die Bestenermittlung in zwei Leistungsgruppen zu je 4 Teilnehmern eingeteilt. Die Gruppenbelegung resultierte aus den Platzierungen der Vorsaison, wobei anschließend der A-Gruppen-Letzte und der B-Gruppen-Sieger eine Relegation zu bestreiten hatten. Eine weitere Relegation wurde zwischen dem B-Gruppen-Letzten und dem Sieger der Ausscheidung der Bezirksmeister eingeführt, da mittlerweile die Zahl der Neuanmeldungen die verfügbaren Startplätze weit überstieg.
Die BSG Einheit Crimmitschau konnte sich wie im Vorjahr erneut den Titel sichern.

## Meistermannschaft
| SG Dynamo Weißwasser | Wolfgang Fischer – Rolf Bielas, Frank Braun, Bernd Engelmann, Jürgen Franke, Detlev Mark, Wolfgang Mucha, Rüdiger Noack, Bernd Olbrich, Jochen Philipp, Eckhard Scholz, Hartwig Schur, Dieter Simon, Peter Slapke, Ralf Thomas – Trainer: Klaus Hirche |

## Oberliga
| Pl. | Verein                   | Sp. | S | U | N | Tore  | Punkte |
| --- | ------------------------ | --- | - | - | - | ----- | ------ |
| 1.  | SG Dynamo Weißwasser (M) | 6   | 3 | 1 | 2 | 23:19 | 7      |
| 2.  | SC Dynamo Berlin         | 6   | 2 | 1 | 3 | 19:23 | 5      |

|     | DDR-Meister      |
| (M) | Titelverteidiger |

| Spielansetzungen | Spielansetzungen     | Spielansetzungen     | Spielansetzungen | Spielansetzungen | Zwischenstände | Zwischenstände | Zwischenstände |
| Spiel            | Heimteam             | Gästeteam            | Ergebnis         |                  | Punkte (Tore)  | Punkte (Tore)  | Punkte (Tore)  |
| Spiel            | Heimteam             | Gästeteam            | Ergebnis         | Berlin           |                | Weißwasser     |                |
| 1                | SC Dynamo Berlin     | SG Dynamo Weißwasser | 30:01            |                  | 20(3)          | :              | 0(1)           |
| 2                | SC Dynamo Berlin     | SG Dynamo Weißwasser | 60:05            |                  | 40(9)          | :              | 0(6)           |
| 3                | SG Dynamo Weißwasser | SC Dynamo Berlin     | 40:03            |                  | 40(12)         | :              | 20(10)         |
| 4                | SG Dynamo Weißwasser | SC Dynamo Berlin     | 30:02            |                  | 40(14)         | :              | 40(13)         |
| 5                | SC Dynamo Berlin     | SG Dynamo Weißwasser | 30:03            |                  | 50(17)         | :              | 50(16)         |
| 6                | SG Dynamo Weißwasser | SC Dynamo Berlin     | 70:02            |                  | 50(19)         | :              | 70(23)         |

| Meisterschaft entschieden |

## DDR-Bestenermittlung
Das Endrundenturnier der A-Gruppe wurde Anfang März 1975 in Erfurt ausgetragen. Die B-Gruppe spielte zwei Wochen später in Halle.

### Sieger
BSG Einheit Crimmitschau

### A-Gruppe
| Pl. | Verein                       | Sp. | S | U | N | Tore  | Punkte |
| --- | ---------------------------- | --- | - | - | - | ----- | ------ |
| 1.  | BSG Einheit Crimmitschau (M) | 2   | 1 | 1 | – | 10:05 | 03:01  |
| 2.  | BSG Monsator Berlin          | 2   | 1 | 1 | – | 08:06 | 03:01  |
| 3.  | BSG Motor Optima Erfurt      | 2   | 1 | – | 1 | 11:07 | 02:02  |
| 4.  | BSG Chemie 70 Rostock        | 2   | – | – | 2 | 04:15 | 00:04  |

|     | Sieger der DDR-Bestenermittlung      |
|     | Relegation gegen Sieger der B-Gruppe |
| (M) | Titelverteidiger                     |

Die beiden abschließenden Spiele konnten nicht mehr absolviert werden. Die einen Monat später in Rostock nachgeholte Partie zwischen Gastgeber BSG Chemie 70 und Monsator Berlin (1:1) fand letztlich keine Berücksichtigung mehr, da die Begegnung zwischen Crimmitschau und Erfurt aus technischen Gründen nicht mehr durchgeführt wurde.

### Relegation (A-Gruppe – B-Gruppe)
Die beiden Relegationsspiele fanden erst zu Beginn der nächsten Saison statt und wurden am 31. Januar und 7. Februar 1976 ausgetragen.
| BSG Chemie 70 Rostock | – | BSG Motor Bad Muskau | 5:60–05:11 |
| (Letzter d. A-Gruppe) |   | (Sieger d. B-Gruppe) |            |

Die BSG Motor Bad Muskau startete damit in der Bestenermittlung 1975/76 in der A-Gruppe.

### B-Gruppe
| Pl. | Verein                | Sp. | S | U | N | Tore  | Punkte |
| --- | --------------------- | --- | - | - | - | ----- | ------ |
| 1.  | BSG Motor Bad Muskau  | 3   | 3 | – | – | 21:03 | 06:0   |
| 2.  | BSG Chemie Leuna      | 3   | 1 | – | 2 | 07:11 | 02:04  |
| 3.  | BSG Aufbau Halle      | 3   | 1 | – | 2 | 09:15 | 02:04  |
| 4.  | SG Dynamo Klingenthal | 3   | 1 | – | 2 | 10:18 | 02:04  |

|  | Für die Relegation zur A-Gruppe qualifiziert   |
|  | Relegation gegen Sieger d. Bezirksausscheidung |

## Relegation (DDR-Bestenermittlung – Bezirksliga)
| SG Dynamo Klingenthal              | – |                                            |  |
| (Letzter d. B-Gruppe/B.ermittlung) |   | (Sieger d. Ausscheidung d. Bezirksmeister) |  |

Es ist nicht bekannt, ob Relegationsspiele stattgefunden hatten. In der kommenden Saison startete die DDR-Bestenermittlung unverändert mit der SG Dynamo Klingenthal.